# Porphyrinia ragusana
Porphyrinia ragusana är en fjärilsart som beskrevs av Freyer 1844. Porphyrinia ragusana ingår i släktet Porphyrinia och familjen nattflyn. Inga underarter finns listade i Catalogue of Life.